# Александровка (Благовещенский район)
Александровка — посёлок в Благовещенском районе Алтайского края России. Входит в состав Алексеевского сельсовета.

## География
Расстояние от села Алексеевка 4,4 км, от пгт. Благовещенка 59 км, от Барнаула 270 км. Близ посёлка имеется водоём, в котором имеются залежи торфа.

## История
Александровка (другие официальные и народные названия - Стыровский, Строевский, Александровский), посёлок. Первые поселенцы появились на этой территории ещё в 1885 году. Более массовое заселение посёлка началось в 1911 году жителями Курской, Минской и Черниговской губерний на переселенческом участке «Стыровский» (образован в 1910 г.). Участок получил своё название от расположенной на нём дубравы Стырова (дубравой в те времена называли берёзовый колок), известной ещё с середины XIX века. До образования переселенческого участка земли принадлежали частным владельцам: Каретникову, Молошному, леньковцу Строеву и Непейводе из села Глубокого. В 1914 году посёлок был полностью сформирован, получил статус старожильского поселения и название Строевский (по фамилии землевладельца Строева), в этом же году была основана церковь, которая была сожжена в 1918 году. Своё новое имя – Александровский, посёлок получил до 1917 года. На декабрь 1926 года в 71 дворе проживало 425 человек. В состав Благовещенского района посёлок вошёл 17.03.1964 года . На базе посёлка были организованы колхоз «Ударник», отделение (далее отд.) колхоза «Искра», совхоза «Алексеевский». В 1928 г. посёлок состоял из 71 хозяйства. Преобладающее население: русские. Входил в состав Алексеевского сельсовета Благовещенского района Славгородского округа Сибирского края.

## Население
| 1997 | 1998 | 1999 | 2000 | 2001 | 2002 | 2003 |
| ---- | ---- | ---- | ---- | ---- | ---- | ---- |
| 112  | →112 | ↗122 | ↘111 | ↗118 | ↘113 | ↘104 |
| 2004 | 2005 | 2006 | 2007 | 2008 | 2009 | 2010 |
| ↗108 | ↗113 | ↘104 | →104 | ↘84  | ↘79  | ↘70  |
| 2011 | 2012 | 2013 |      |      |      |      |
| →70  | ↘62  | ↘40  |      |      |      |      |